# 1326
| [ Edytuj tabelę ]                          |                                                                               |
| Król Polski                                | - 1320 Władysław I Łokietek 1333                                              |
| Król Albanii                               | - 1301 Filip I 1332                                                           |
| Współksiążęta Andory                       | - 1309 Ramon Trebailla 1326 - 1326 Arnau de Llordà 1341 - 1315 Gaston II 1343 |
| Król Angkoru                               | - 1307 Idradżajawarman 1327                                                   |
| Król Anglii                                | - 1307 Edward II 1327                                                         |
| Król Aragonii i Walencji, hrabia Barcelony | - 1291 Jakub II Sprawiedliwy 1327                                             |
| Władca Azteków                             | - 1325 Tenoch 1376                                                            |
| Margrabia Brandenburgii                    | - 1320 Ludwik 1351                                                            |
| Książę Burgundii                           | - 1315 Eudes IV 1349                                                          |
| Książę Dolnej Bawarii                      | - 1309 Otto IV 1334 - 1309 Henryk XIV Bawarski 1339 - 1312 Henryk XV 1333     |
| Książę Górnej Bawarii                      | - 1294 Ludwik III 1340                                                        |
| Cesarz Bizancjum                           | - 1282 Andronik II Paleolog 1328                                              |
| Car Bułgarii                               | - 1323 Michał III Szyszman 1330                                               |
| Cesarz Chin                                | - 1323 Jinzong 1328                                                           |
| Król Cypru                                 | - 1324 Hugo IV 1359                                                           |
| Król Czech                                 | - 1310 Jan Luksemburski 1346                                                  |
| Król Danii                                 | - 1320 Krzysztof II 1326 - 1326 Waldemar III 1329                             |
| Władca Egiptu                              | - 1310 An-Nasir Muhammad 1341                                                 |
| Cesarz Etiopii                             | - 1314 Amde Tsyjon I 1344                                                     |
| Król Francji                               | - 1322 Karol IV 1328                                                          |
| Król Gruzji                                | - 1314 Jerzy V Wspaniały 1346                                                 |
| Hrabia Holandii                            | - 1304 Wilhelm III 1337                                                       |
| Cesarz Japonii                             | - 1318 Go-Daigo 1339                                                          |
| Kalif                                      | - 1302 Al-Mustakfi I 1340                                                     |
| Król Kastylii i Leónu                      | - 1312 Alfons XI 1350                                                         |
| Patriarcha Konstantynopola                 | - 1323 Izajasz 1334                                                           |
| Władca Korei                               | - 1313 Ch’ungsuk 1330                                                         |
| Wielki książę litewski                     | - 1316 Giedymin 1341                                                          |
| Cesarz Majapahitu                          | - 1309 Dżajanegara 1328                                                       |
| Sułtan Maroka                              | - 1310 Abu Said Usman II 1331                                                 |
| Książę Mediolanu                           | - 1322 Galeazzo I 1327                                                        |
| Książę Moskwy                              | - 1325 Iwan I Kalita 1328                                                     |
| Król Nawarry                               | - 1322 Karol I 1328                                                           |
| Król Norwegii                              | - 1319 Magnus Eriksson 1355                                                   |
| Hrabia Palatynatu                          | - 1317 Adolf Wittelsbach 1327                                                 |
| Papież                                     | - 1316 Jan XXII 1334                                                          |
| Król Portugalii                            | - 1325 Alfons IV 1357                                                         |
| Książę Rusi halickiej                      | - 1323 Jerzy II 1340                                                          |
| Cesarz Rzymski (niemiecki)                 | - 1314 Ludwik IV Bawarski 1347                                                |
| Książę Saksonii                            | - 1298 Rudolf I 1356                                                          |
| Król Serbii                                | - 1321 Stefan Urosz III 1331                                                  |
| Król Szkocji                               | - 1306 Robert I 1329                                                          |
| Król Szwecji                               | - 1319 Magnus Eriksson 1363                                                   |
| Sułtan Turków                              | - 1324 Orchan 1360                                                            |
| Doża Wenecji                               | - 1312 Giovanni Soranzo 1328                                                  |
| Król Węgier                                | - 1308 Karol Robert 1342                                                      |
| Wielki mistrz zakonu krzyżackiego          | - 1324 Werner von Orseln 1330                                                 |

Rok 1326 / MCCCXXVI
stulecia: XIII wiek ~
XIV wiek ~
XV wiek

lata: 1316 «
1321 «
1322 «
1323 «
1324 «
1325 «
1326
» 1327
» 1328
» 1329
» 1330
» 1331
» 1336

## Wydarzenia w Polsce
- 2 stycznia – zostało zawarte przymierze pomiędzy zakonem krzyżackim a księciem mazowieckim Wacławem.

- Początek wojny polsko-brandenburskiej (do 1329).
- Pierwsze wzmianki na temat Radzionkowa.

## Wydarzenia na świecie
- Luty – pierwsze pojawienie się w Europie armaty (dekret miasta Florencja wymienia armatę z metalu i żelazne kule do niszczenia murów).
- 3 marca – zawarto porozumienie kończące tzw. wojnę czterech władców - konflikt feudalny w regionie francuskiego miasta Metz.
- 6 kwietnia – Orchan zdobywa Bursę, która stała się pierwszą stolicą imperium osmańskiego[1].
- 26 kwietnia – we francuskim Corbeil odnowiono francusko-szkocki układ Auld Alliance, skierowany przeciwko Anglii.

## Urodzili się
- 5 marca – Ludwik Andegaweńczyk, przyszły król Węgier (jako Ludwik I Wielki) i Polski (jako Ludwik Węgierski) (zm. 1382)
- Joanna z Owernii, hrabina Owernii i Boulogne, królowa Francji, żona Jana II Dobrego (zm. 1360)
- Elżbieta Kazimierzówna, córka Kazimierza III Wielkiego, księżna pomorska (zm. 1361)

## Zmarli
- 10 lutego – Klara z Rimini, włoska klaryska, błogosławiona katolicka (ur. 1280)
- 6 maja – Bernard Stateczny, książę świdnicki (ur. pomiędzy 1288 a 1291)[2]
- 30 lipca/1 sierpnia – Warcisław IV, książę słupski, sławieński, wołogoski i rugijski (ur. 1290)[3]
- data dzienna nieznana:
  - Dawid Grodzieński, wojewoda Grodna, namiestnik księcia Giedymina w Pskowie (ur. ?)[4]